# 鈴木秀雄
鈴木 秀雄（すずき ひでお、1917年6月4日 - 2015年8月21日）は、日本の大蔵官僚。

## 来歴・人物
父・鈴木商店（味の素の前身）第2代社長鈴木忠治と母マスの七男として神奈川県三浦郡葉山村に生まれる。
入省後まもなく海軍に入隊。終戦時、海軍少佐だったためB級戦犯容疑者として逮捕された。裁判では検事から死刑を求刑され、禁固15年の判決が下る。長い拘禁状態の後、サンフランシスコ講和条約の直前に仮釈放された。この間に公職追放も受けた。
釈放後は大蔵省に復職。理財局課長などを経て国際金融畑に転じ、ニューヨーク領事(大蔵省ニューヨーク事務所代表)、国際金融局長を務める。ニクソン・ショック時にはIMF・世界銀行理事として後輩の柏木雄介（大蔵省顧問）にアドバイスを与えた。
長兄に鈴木三千代（三楽オーシャン（後のメルシャン）会長）、次兄に鈴木松雄（昭和電線電纜社長）、弟に鈴木竹雄（東京大学名誉教授）、鈴木義雄（通商産業省重工業局長、日揮社長）、鈴木治雄（昭和電工社長）、鈴木正雄（三菱重工業副社長）、鈴木泰雄（多摩電気工業会長）がいる。東大在学中には兄・竹雄が教えたこともある。竹雄の恩師田中耕太郎は秀雄が優秀なので、大学に残してはどうかと言ったという。

## 略歴

### 学歴
- 永田町小学校卒業
- 旧制東京高等学校卒業
- 1939年 - 高等試験行政科合格
- 1940年 - 東京帝国大学法学部法律学科卒業[3]

### 職歴
- 1940年 - 大蔵省入省。主計局属[4]。まもなく海軍入隊
- 1940年9月 - 筑波海軍航空隊付
- 1941年9月 - 霞ヶ浦海軍航空隊付
- 1942年3月 - 主計大尉
- 1942年4月 - 名古屋海軍航空隊主計長
- 1943年3月 - 第一〇三海軍建築部員
- 1944年8月 - 大阪海軍施設部員
- 1945年5月 - 主計少佐
- 1945年11月 - 充員召集
- 1945年12月 - 大阪地方復員局出仕
- 1946年1月 - 大蔵省大臣官房
- 1946年2月 - 阿倍野税務署長
- 1946年3月 - 休職（戦犯拘留）
- 1947年11月 - 辞職
- 1952年6月 - 大蔵省復帰（大臣官房調査部）
- 1952年8月 - 大臣官房調査課
- 1952年8月 - 大臣官房日本専売公社監理官室
- 1953年1月 - 大臣官房日本専売公社監理官室長
- 1953年5月 - 神戸税関監視部長
- 1955年9月 - 理財局国庫課長
- 1957年8月 - 理財局資金課長
- 1958年9月 - 為替局総務課長
- 1959年7月 - 外務省ニューヨーク総領事館領事兼在米国日本大使館一等書記官(1960年1月より参事官)[3]
- 1962年7月 - 大臣官房財務調査官（為替局担当）
- 1964年7月 - 日本銀行政策委員会大蔵省代表委員兼大臣官房財務調査官（為替局担当）
- 1965年5月 - 大蔵省国際金融局長
- 1966年10月 - 大蔵省退職、その後IMF・世界銀行理事